# バンガー・シスターズ
バンガー・シスターズ（英:The Banger Sisters）は、2002年のアメリカのコメディ映画。監督はボブ・ドルマン。出演はゴールディ・ホーン、スーザン・サランドンなど。ホーンは本作以降長らく長編映画に出演することは無く、『クレイジー・バカンス ツイてない女たちの南国旅行』に出演するまでおよそ15年の期間を要した。

## ストーリー
60～70年代、伝説のロック・スター達のグルーピーとして名を馳せた2人組“バンガ―・シスターズ”。あれから20年後、ヴィニーは、過去を捨て弁護士の妻になり、温かい家庭を築いていた。一方ゼットはバンガ―・シスターズだった頃が忘れられず、今もライブハウスで働いている。しかしクビになったことで、急にヴィニーが懐かしくなり、彼女の元を尋ねることに。しかし家族に過去を隠していたヴィニーにとって、彼女の来客は思いがけないものだった。

## キャスト
| 役名                   | 俳優                   | 日本語吹替 | 日本語吹替 |
| 役名                   | 俳優                   | ソフト版   | 機内上映版 |
| ---------------------- | ---------------------- | ---------- | ---------- |
| スゼット               | ゴールディ・ホーン     | 小山茉美   | 小宮和枝   |
| ラヴィニア（ヴィニー） | スーザン・サランドン   | 一条みゆ希 | 火野カチ子 |
| ハリー                 | ジェフリー・ラッシュ   | 田中秀幸   | 山下啓介   |
| レイモンド             | ロビン・トーマス       | 木下浩之   |            |
| ハンナ                 | エリカ・クリステンセン | 石塚理恵   |            |
| ジンジャー             | エヴァ・アムリ         | 入絵加奈子 |            |
| ジュールス             | マシュー・キャリー     | 川島得愛   |            |

- 機内上映版：Disney+で配信

## 評価
Rotten Tomatoesでは、142件のレビューに基づき47%の評価を得た。サイトによる批評の要約は「ホーンとサランドンのコンビは素晴らしいが、陳腐な筋書きは予測可能で作為的だ。」となっている。